# Mary Poppins (bokserie)
Mary Poppins är en serie med åtta barnböcker av Pamela L. Travers, utgivna åren 1934–1988 (i Sverige: 1935–1989), med Mary Shepard som illustratör. Barnflickan Mary Poppins kommer till Number Seventeen Cherry Tree Lane i London, och tar hand om barnen i familjen Banks.
Det är troligt att Travers bodde i Bowral, New South Wales, då hon kom på idén om figuren.
Den första boken filmatiserades 1964 med Julie Andrews och Dick Van Dyke och en andra film släpptes 2018 under namnet Mary Poppins kommer tillbaka. 2004 producerade Disney Theatrical en musikalversion vid West End theatre. Den spelades 2006 på Broadway.

## Mary Poppins-böcker

### Böcker utgivna på svenska
Datumen avser originallanseringen på svenska.
- Mary Poppins (1935)
- Mary Poppins kommer tillbaka (1936)
- Mary Poppins öppnar dörren (1944)
- Mary Poppins i parken (1953)
- Mary Poppins från A till Ö (1964)
- Mary Poppins på Körsbärsvägen (1983)
- Mary Poppins och huset intill (1989)

### Böcker utgivna på engelska
- Mary Poppins in the Kitchen (1975) - den sjätte boken i serien av P. L. Travers, vilket är en kokbok med en inbäddad berättelse. Den har inte givits ut på svenska.

### Andra Mary Poppins-böcker
- Mary Poppins: En trevlig utflykt (1964) - skriven av Annie North Bedford och baserad på Mary Poppins-filmen från 1964.
- Mary Poppins Up, Up and Away (2016) - skriven av Hélène Druvert.

### Förekomster i andra verk
- Vägen till sagoland (1955) - innehåller 20 sagor och är utgiven av Folket i Bilds förlag.
- Mary Poppins and Myth (1978) -  skriven av Staffan Bergsten och är utgiven av Almqvist & Wiksell.
- Myth, Symbol, and Meaning in Mary Poppins (2006) - skriven av Giorgia Grilli och är utgiven av Routledge.
- Intertextuality and Psychology in P. L. Travers’s Mary Poppins Books (2014) - skriven av Julia Kunz och är utgiven av Peter Lang Publishing Group.
- De försvunna böckernas bibliotek (2016) - skriven av Kristoffer Leandoer och är utgiven av Natur & Kultur. Innehåller berättelsen "Mary Poppins och det öde landet".